# Catoptronotum bipenicillatum
Catoptronotum bipenicillatum är en skalbaggsart som beskrevs av Dmytro Zajciw 1959. Catoptronotum bipenicillatum ingår i släktet Catoptronotum och familjen långhorningar. Inga underarter finns listade.